# Wouter
Wouter oder Wout ist als eine niederländische Form von Walter ein niederländischer männlicher Vorname.

## Varianten
- Wouters, patronymisch von Wouter abgeleiteter niederländischer Familienname

## Namensträger
- Wouter Beke (* 1974), belgischer Politiker
- Wouter Bos (* 1963), niederländischer Politiker
- Wouter Claes (* 1975), belgischer Badmintonspieler
- Wouter Crabeth (~1520–1589), niederländischer Glasmaler
- Wouter Pietersz. II. Crabeth (~1593/94–1644), niederländischer Maler
- Wouter van Eeuwijk (* 1979), niederländischer Rennfahrer
- Wouter Hamel (* 1977), niederländischer Jazzsänger
- Wouter J. Hanegraaff (* 1961), niederländischer Kulturhistoriker und Religionswissenschaftler
- Wouter Jurgens (* 1971), niederländischer Diplomat
- Wouter Mol (* 1982), niederländischer Radrennfahrer
- Wouter Olde Heuvel (* 1986), niederländischer Eisschnellläufer
- Wouter Oudemans (1951–2024), niederländischer Philosoph
- Wouter Poels (* 1987), niederländischer Radrennfahrer, siehe Wout Poels
- Wouter Schouten (1638–1704), niederländischer Schiffsarzt und Autor
- Wouter Spoelman (* 1990), niederländischer Schachmeister
- Wouter Valckenier (1589–1650), Amsterdamer Bürgermeister
- Wouter Van Mechelen (* 1981), belgischer Radrennfahrer
- Wouter Weylandt (1984–2011), belgischer Radrennfahrer